# Friedrich Hollaender
Friedrich Hollaender (Londen, 18 oktober 1896 – München, 18 juni 1976) was een Duits componist van filmmuziek.

## Levensloop
Hij was de zoon van de componist Victor Hollaender. Hij studeerde muziek aan het Stern'sches Konservatorium in Berlijn. Tegen het einde van de Eerste Wereldoorlog begon hij muziek te componeren bij de toneelstukken van Max Reinhardt. In 1930 werd hij bekend als filmcomponist met zijn muziek bij de prent Der blaue Engel van Josef von Sternberg. Toen de nazi's in Duitsland aan de macht kwamen, emigreerde hij naar de Verenigde Staten. Daar componeerde hij muziek bij meer dan honderd Hollywoodproducties. Hij werd in totaal vier keer genomineerd voor de Oscar voor beste muziek. Veel van zijn nummers zijn beroemd gemaakt door de actrice Marlene Dietrich. In 1956 keerde hij terug naar Duitsland.

## Filmografie (selectie)
- 1926: Kreuzzug des Weibes
- 1930: Der blaue Engel
- 1930: Flagrant Délit
- 1930: Der Andere
- 1930: Die große Sehnsucht
- 1930: Einbrecher
- 1931: La Maison jaune de Rio
- 1931: Der Weg nach Rio
- 1931: Der Mann, der seinen Mörder sucht
- 1931: Das Schicksal der Renate Langen
- 1931: Drei Tage Liebe
- 1931: Das gelbe Haus des King-Fu
- 1932: Stürme der Leidenschaft
- 1932: Tumultes
- 1933: I Am Suzanne
- 1934: The Only Girl
- 1935: Shanghai
- 1936: Anything Goes
- 1936: Till We Meet Again
- 1936: Desire
- 1936: Forgotten Faces
- 1936: My American Wife
- 1936: Poppy
- 1936: Valiant Is the Word for Carrie
- 1937: John Meade's Woman
- 1937: Easy Living
- 1937: Angel
- 1937: True Confession
- 1938: Bluebeard's Eighth Wife
- 1938: Zaza
- 1939: Midnight
- 1939: Invitation to Happiness
- 1939: Man About Town
- 1939: Disputed Passage
- 1940: Remember the Night
- 1940: Too Many Husbands
- 1940: Typhoon
- 1940: The Biscuit Eater
- 1940: Safari
- 1940: The Great McGinty
- 1940: Rangers of Fortune
- 1940: South of Suez
- 1940: Victory
- 1941: Life with Henry
- 1941: Footsteps in the Dark
- 1941: Million Dollar Baby
- 1941: Here Comes Mr. Jordan
- 1941: You Belong to Me
- 1942: The Man Who Came to Dinner
- 1942: Wings for the Eagle
- 1942: The Talk of the Town
- 1943: Background to Danger
- 1943: Princess O'Rourke
- 1944: Once Upon a Time
- 1945: The Affairs of Susan
- 1945: Pillow to Post
- 1945: Conflict
- 1945: Christmas in Connecticut
- 1946: Cinderella Jones
- 1946: The Bride Wore Boots
- 1946: Janie Gets Married
- 1946: Two Guys from Milwaukee
- 1946: Never Say Goodbye
- 1946: The Verdict
- 1947: The Perfect Marriage
- 1947: That Way with Women
- 1947: Stallion Road
- 1947: The Red Stallion
- 1948: Berlin Express
- 1948: That Lady in Ermine
- 1948: Wallflower
- 1948: A Foreign Affair
- 1949: Caught
- 1949: A Woman's Secret
- 1949: Adventure in Baltimore
- 1949: Strange Bargain
- 1949: Bride for Sale
- 1949: A Dangerous Profession
- 1950: Never a Dull Moment
- 1950: Born to Be Bad
- 1950: Walk Softly, Stranger
- 1950: Born Yesterday
- 1951: My Forbidden Past
- 1951: Darling, How Could You!
- 1952: The First Time
- 1952: Androcles and the Lion
- 1953: The 5,000 Fingers of Dr. T.
- 1954: It Should Happen to You
- 1954: Sabrina
- 1954: Phffft
- 1955: We're No Angels
- 1960: Das Spukschloß im Spessart